# Nickelodeon Brazylia
Nickelodeon Brazylia – brazylijska wersja amerykańskiego kanału dla młodzieży Nickelodeon, która wystartowała 20 listopada 1996 wraz z wersją latynoamerykańską.

## Programy
- Harmidom
- Psi patrol
- Szkolny poradnik przetrwania
- Fanboy i Chum Chum
- Szkoła rocka
- Niebezpieczny Henryk
- Świń Koza Banan Robal
- Toon Marty
- Rycerka Nella
- Heidi, bienvenida a casa
- Nicky, Ricky, Dicky i Dawn
- SpongeBob Kanciastoporty
- Jestem Franky
- Henio Dzióbek
- Dora i przyjaciele
- Zoey 101
- See Dad Run
- Bella i Buldogi
- Królewska Akademia Bajek
- 100 rzeczy do przeżycia przed liceum
- iCarly
- Grachi
- All That
- Jimmy Neutron: mały geniusz
- Sam i Cat
- Sanjay i Craig
- PopPixie
- Blaze i mega maszyny
- Wróżkowie chrzestni
- Rafcio Śrubka
- Zagadki rodziny Hunterów

## Nick Jr
W Brazylii nadaje kanał dla dzieci w wieku od 2 do 6 lat Nick Jr., który nadaje w Ameryce Łacińskiej po hiszpańsku oraz jedynie w Brazylii po portugalsku.